# 960 Birgit
Birgit (asteroide 960) é um asteroide da cintura principal, a 1,8767654 UA. Possui uma excentricidade de 0,1652997 e um período orbital de 1 231,42 dias (3,37 anos).
Birgit tem uma velocidade orbital média de 19,86337515 km/s e uma inclinação de 3,02555º.
Este asteroide foi descoberto em 1 de Outubro de 1921 por Karl Reinmuth.